# Mättenberg
Le Mättenberg, ou Mettenberg, est un sommet des Alpes bernoises, en Suisse, situé dans le canton de Berne, qui culmine à 3 104 m d'altitude. Il domine le glacier inférieur de Grindelwald au sud-ouest, le Wächselgletscher et le glacier supérieur de Grindelwald au nord-est et le village de Grindelwald au nord-ouest.
Friedrich Lehmann, un pasteur de Grindelwald, a réalisé la première ascension enregistrée du Mättenberg avant 1817.

## Toponyme
Son nom veut dire Berg der Mitte, c'est-à-dire « montagne du milieu » en allemand.